# 約翰·霍華德
約翰·溫斯頓·霍華德，OM，AC，SSI（英語：John Winston Howard，1939年7月26日—），澳大利亞自由黨籍政治人物，为第25任澳大利亞總理，在任时间达11年（1996-2007）。澳大利亞華人社區和中國大陸以外的華文地區譯作“何華德”或“賀華德”。

## 生平
1939年7月26日，霍華德生於悉尼郊區的 Earlwood。他的父親莱尔·霍華德（Lyell Howard）在Earlwood 附近的郊區Dulwich Hill管理一個油站和汽車維修工廠。他父親在他年幼時過世，留下三個孩子和母親相依為命。霍華德中學時在坎特伯雷男子中學就讀，畢業後獲雪梨大學法律系錄取。1971年與珍妮特·帕克（Janette Parker）結婚，並育有三名子女。雖然珍妮特·帕克一直保持低調，但有些人相信她是霍華德背後的一個敏銳軍師，使他在多次公開失言之後，仍然於仕途蒸蒸日上。

## 從政生涯
1974年，霍華德當選當時仍為悉尼郊區的貝內隆選區（本尼朗）的眾議員。當1975年12月马尔科姆·弗雷泽成立新內閣，他起用霍華德擔任联邦政府的商业和消费部长；其後於1977年12月再升任財政部长，時年38歲，被時人冠以“男孩财政部长”（Boy Financial Minister）的稱號。1982年4月被選為澳大利亚自由黨的联邦副領袖；先後在1985年至1989年和1995年至2007年间，擔任自由党的联邦领袖。

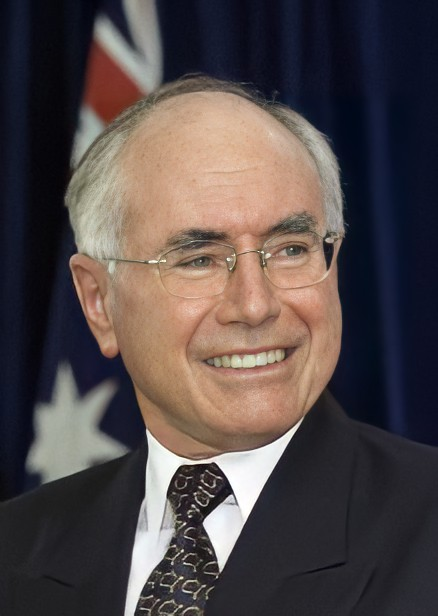
總理在任期間

1983年自由黨聯盟下台後，他曾於1985年至1989年擔任在野自由黨黨魁，之後於1987年的大選敗給霍克，1989年辭職，其後他渡過了政治生涯上的低潮。但他的政治對手都低估了他的強韌，使他在1995年再次成為自由黨黨魁，並於1996年3月在联邦議員大选中擊敗保羅·基廷，結束工黨長達十三年執政，他也出任国家总理；期間除了因國會議事或公務處理之需而居於在坎培拉的總理官邸，否則他住於雪梨的時間居多。1998年大選他差點下台，聯盟而微弱差距勝出，但總得票少於工黨。2001年9月11日，九一一事件发生的当时，霍华德正在美国华盛顿访问，亲身经历了事件的全程。随后，在2001年大選中，受惠於九一一事件及反恐戰爭，他質疑工黨未能強硬反恐，再次勝出。由於澳大利亞採取君主立憲制（澳大利亞是英聯邦成員，仍以澳洲君主為國家元首由英國君主兼任，由澳洲君主委任的總督行使國家元首的權力），只要多數黨或多數聯盟同意，身兼國會議員職務的總理，在任期方面沒有設限；所以經常在報章被譏笑為“沒有選擇中的選擇”。在2004年的選舉中，霍華德第三度成功連任，从而超越了鲍勃·霍克，成為澳大利亚任期第二長的總理。
自2007年开始，霍華德的民意支持率持續下跌，并最终在2007年年底举行的大選中，因為削弱了工人權益，為反对党領袖陸克文所擊敗；結束了他長達十一年九個月聯邦總理任期，同時失去已经擔任了33年的联邦众议院议席，繼而完全退出了政壇。他亦成為自1929年布魯斯後，第二位輸掉大選同時輸掉自己議席的總理。

## 评价
马来西亚首相马哈迪·莫哈末曾严厉批评霍华德，认为他的观点是种族主义者。

## 荣誉

### 外国勋章奖章
- 旭日大绶章（日本，2013年11月3日公布[4]）